# Darwin Quintero
Pour les articles homonymes, voir Quintero.
Carlos Darwin Quintero Villalba, dit Darwin Quintero, est un footballeur international colombien né le 19 septembre 1987 à Tumaco. Il joue au poste d'ailier au Deportivo Pereira.

## Biographie
Lors du match retour des quarts-de-finale de la Ligue des champions de la CONCACAF 2008-2009, il inscrit un doublé dans le arrêts de jeu et élimine à lui seul l'Impact de Montréal (victoire 5-2 pour Santos Laguna après une défaite 2-0 à l'aller).

## Palmarès
- Champion du Mexique en 2012 (clôture) avec Santos Laguna.
- Vice-champion du Mexique en 2010 (ouverture) et 2011 (ouverture) avec Santos Laguna.
- Finaliste de la Ligue des champions de la CONCACAF en 2012 et 2013 avec Santos Laguna.
- Vice-champion de Colombie en 2006 (clôture) avec le Deportes Tolima.
- Vainqueur de la Ligue des champions de la CONCACAF en 2015 et 2016 avec le Club América.